# レディメイド (曲)
「レディメイド」（英語: Ready Made）は、日本の歌手・Adoの楽曲。作詞作曲はボカロPのすりぃが手掛けた。メジャー2作目の配信限定シングルとして2020年12月24日にリリースされた。AbemaTV「AbemaPrime」2月度エンディングテーマに起用されている。

## 収録内容
| #         | タイトル                    | 作詞・作曲 | 編曲       | 時間 |
| --------- | --------------------------- | ---------- | ---------- | ---- |
| 1.        | 「レディメイド」            | すりぃ     | Naoki Itai | 4:04 |
| 2.        | 「うっせぇわ (Piano Ver.)」 | syudou     |            | 3:43 |
| 合計時間: | 合計時間:                   | 合計時間:  | 合計時間:  | 7:47 |

## ミュージックビデオ
ミュージックビデオの制作はヤスタツが担当しており、野球がモチーフとなっている。